# عرفان اسلامی

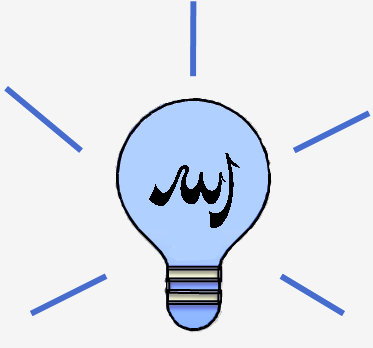

عرفان اسلامی را می‌توان به عرصه وسیعی از عرفان عملی و نظری تعبیر کرد که با تصوف هم آمیختگی دارد و در مواردی تلقی یکسان یا مختلطی از آن دو خوانده می‌شود. با این حال عرفان اسلامی به‌طور خاص و مصطلح در عرصه علوم اسلامی مانند دیگر دانش‌های اسلامی چون فلسفه و کلام اسلامی و… مطرح است. عرفان اسلامی را می‌توان معرفت و دانشی دانست که در آن عنصر عشق در تطابق و همراهی با ساختار وحی در اسلام گره خورده است.
آنچه قیصری در تعریف اصطلاحی عرفان اسلامی بیان داشته؛ عبارت است از: «علم به خدایِ سبحان از حیث اسماء و صفات و مظاهر آن و تفکر در مبدأ و معاد و حقایق عالم و کیفیت بازگشت آن‌ها به حقیقت واحد یعنی ذاتِ احدیت و نیز معرفت طریق سلوک و مجاهده برای رهاسازی نفس از تنگناهای قید و بند جزئیت و پیوستنش به مبدأ خویش و اتصاف به نعت اطلاق و کلیّت».
طرفداران عرفان اسلامی معتقدند علی‌رغم نظرات انتقادی برخی از صوفیان نسبت به فلاسفه اسلامی، با گذشت زمان، به تدریج عرفان اسلامی با مفهوم فوق به فلسفهٔ اسلامی نزدیک شده است.
اسلام از دو بخش ظاهر و باطن، یعنی شریعت اسلام و طریقت، تشکیل شده است که لازم و ملزوم یکدیگر هستند. این دو مفهوم هنگامی که در کنار یکدیگر باشند، اثر و معنا دارند. آن معنا و ثمره حقیقت است. در رساله پند صالح، مؤلف آن صالحعلی شاه، دربارهٔ این دو رشته (یعنی شریعت و طریقت) اینگونه یاد می‌کند: «چه در احکام ظاهر و شریعت، و چه آداب باطن و طریقت، که این هر دو نباید از هم جدا باشند که بدون یکدیگر نتیجه نبخشند. شریعت، اعمال راجع به تن و طریقت، راجع به دل است. شریعت آراستن ظاهر است به طاعت، طریقت پاکیزه نمودن باطن است به اخلاق پسندیده و دوستی و یاد خدا و روشن ساختن دل به شناختن او. پس این هر دو مانند مغز و پوست بلکه مانند لفظ و معناست و مانند جان و تن یا چراغ و روشنایی آن یا مانند دوا و اثر آن و جمع بین ظاهر و باطن و شریعت اسلام و طریقت از اختصاصات سلسله نعمت‌اللّهیه بوده و هست…».

## تعریف عرفان
عرفان رابطه درونی انسان با خداست و به عبارت دیگر معرفت و پرستش خداوند از طریق پاک کردن درون که اصطلاحاً تزکیه نامیده می‌شود، است.
عبدالرزاق کاشانی در تعریف عرفان می‌گوید: «عرفان حالتی است که از شناخت قلبی خداوند توسط عارف حکایت می‌کند»
مرتضی مطهری به نقل از بوعلی سینا می‌گوید: «عارف کسی است که ضمیر خود را از توجه به غیر خدا بازدارد و متوجه عالم قدس نماید تا نور حق به آن بتابد.»

## تاریخچه
عرفان، تاریخی به قدمت تاریخ بشر دارد. این گرایش در میان انسان‌ها، چه در بین پیروان ادیان الهی و چه خارج از این دایره همواره وجود داشته است. در هند، چین، یونان، در ادیان یهودی و مسیحی و در بین دیگر ملت‌ها، مکتب‌ها و فرقه‌های معنویت گرا و باطن گرا همواره حضوری برجسته داشته است. گرایش به معنویت، از شکل‌های ابتدایی آن در اقوام و ملل مختلف تا صورت‌های متعالی آن در ادیان الهی را [[]]می‌توان در تاریخ ردیابی کرد.
به عقیده شیعیان حقیقت عرفان اسلامی در صدر اسلام در قالب «شناخت، فهم عمیق و لطیف از خالق هستی و شناسایی حقایق هستی و پیوند و ارتباط انسان با حقیقت» ریشه در سیره معرفتی امامان و اصحاب سرّ آن‌ها مانند: «سلمان»، «ابوذر»، «مقداد»، «اویس»، «کمیل»، «عمار»، «میثم تمار»، «حذیفة بن یمان» و غیره می‌باشد؛ و پس از ایشان توسط عارفانی چون: «سید بن طاووس»، «ابن فهد حلی»، «ملاصدرای شیرازی»، «مقدس اردبیلی»، «فیض کاشانی»، «شیخ بهایی»، «محمدرضا قمشه‌ای»، «سید علی قاضی»، شیخ «محمدعلی شاه آبادی»، «میرزا جواد آقا ملکی تبریزی»، «علامه طباطبایی»، «سید روح‌الله خمینی»، «علامه حسن‌زاده آملی» و غیره بدون داخل شدن در سلسله‌های شناخته شده و توجه به آداب طریقت افزون بر شرع ادامه یافت. از سویی گروهی دیگر از بزرگان عرفان که به طریقت خاصی ورود کرده بودند و به علاوه شرع به بعضی آداب طریقت نیز پایبند بودند از قرن دوم هجری مشهور به صوفی شدند و در سلسله‌های شناخته شده ظهور پیدا کردند که این نوع عرفان را غالباً تصوف می‌خوانند. با این حال عرفان اسلامی مصطلح و مدون در کنار دیگر علوم اسلامی برای اولین بار توسط محی الدین ابن عربی (پدر عرفان نظری) شکل گرفت.
از جهات عملی نیز در اسلام آیات گوناگون در قرآن، زهد و پارسایی و بی‌اعتنایی به امور دنیوی را مایه خشنودی خدا از بنده و سبب وصول او به مراتب و مقامات برتر و نزدیکی به پروردگار برشمرده است. پیامبر اسلام، روش زاهدان و پارسایان را داشت و در برخی اوقات از ترس خدا به خود می‌پیچید و مردم را نیز بدین راه فرا می‌خواند اما آن‌ها را از گوشه‌گیری و سخت‌گیری بر خود برحذر می‌داشت. همه بزرگان اسلام در نهایت سادگی به سر می‌بردند؛ و عرفان و به‌خصوص تصوف اسلامی اگرچه متأثر از خارج خود بوده اما بن مایه‌های درونی داشته است.

## نسبت عرفان اسلامی و تصوف
عرفان اسلامی عرصه وسیعی دارد و با طریقت تصوف هم آمیختگی دارد و در مواردی تلقی یکسان یا مختلطی از آن دو وجود دارد. از جهت لغوی این دو گاه به‌جای یکدیگر بکار برده می‌شود از آنجا که حقیقت عرفان اسلامی را می‌توان اعم از تصوف دانست بهتر است مطالب کلی و علمی-اصطلاحی تحت عنوان عرفان اسلامی قرار گیرد و طریقت خاص تصوف در اسلام غالباً تحت عنوان تصوف آورده شود. بعضی نویسندگان مانند مرتضی مطهری نیز دو نوع تلقی از این دو مفهوم ارائه کرده است و عرفان را جنبه علمی و تصوف را بعد اجتماعی و متظاهر آن می‌داند. از سویی چهار اصطلاح عارف (کسی که بدون توجه به لوازم ظاهری سلوک معنوی دارد)، صوفی (عارف و سالکی که تا حدودی به مظاهر طریقت هم توجه دارد)، متصوف (کسی که در اشتغال به ظواهر طریقت از حقیقت عرفان بدور است) و مستصوف (کسی که ادای عارف بودن را درمی‌آورد و حتی به مظاهر طریقت چندان هم پایبند نیست) هر کدام از نظر محققان ضمن داشتن مبنای مشترک متمایز هستند.

## معرفت
منظور از معرفت حال عارفی است که حضرت الهی وی را به مقام والای شهود، یعنی، رؤیت حق به حق رسانیده باشد. ظهور چنین مقامی برای شخص، بدون توجهات و عنایات الهی میسر نیست، و تنها به کمک حجج و براهین حاصل نمی‌آید. به بیان دیگر، گام نهادن در مسیر معرفت، به‌طریق مجرد علم و فقط با مدد عقل بدون آنکه از هدایت و راهبری حضرت حق بهره‌مند باشیم، جز به گمراهی، حیرت، و سرگردانی نخواهد انجامید.

## عارف
حکیم ابن سینا در نمط نهم کتاب اشارات، تعریف عارف را چنین می‌گوید:
آنکه از تنعم دنیا، رو گردانده است «زاهد» نامیده می‌شود. آنکه بر انجام عبادات از قبیل نماز و روزه و غیره مواظبت دارد به نام «عابد» خوانده می‌شود؛ و آنکه ضمیر خود را از توجه به غیر حق بازداشته و متوجه عالم قدس کرده تا نور حق بدان بتابد به نام «عارف» شناخته می‌شود.
البته گاهی دوتا از این عناوین یا هر سه در یک نفر جمع می‌شود.
عارف شناساننده است.

## هدف عارف
از نظر بوعلی سینا عارف، حق (خدا) را می‌خواهد نه برای چیزی غیر حق، و هیچ چیزی را بر معرفت حق ترجیح نمی‌دهد، و عبادتش برای حق، تنها به خاطر این است که او شایسته عبادت است، و بدان جهت است که عبادت رابطه‌ای است شریف، فی حد ذاته نه به خاطر میل و طمع در چیزی یا ترس از چیزی.
- این سخن تکیه بر حدیثی دارد که از علی بن ابیطالب و جعفر بن محمد صادق نقل شده است:

عبادت کنندگان سه دسته اند: گروهی خداوند عزّ و جلّ را از ترس عبادت می‌کنند، که این عبادت بردگان است؛ گروهی خدای تبارک و تعالی را به طمع ثواب عبادت می‌کنند، که این عبادت مزدوران است؛ و گروهی خداوند عزّ و جلّ را از سر عشق و محبّت به او عبادت می‌کنند که این عبادت آزادگان است و این برترین عبادت است.
پس، هدف و انگیزه عارف در عبادت، دو چیز است:
1. یکی شایستگی ذاتی معبود، برای عبادت (مثل ستایش یک گل، بخاطر زیبایی آن).
2. و دیگری، شایستگی خود عمل عبادت (یعنی شرافت و حسن ذاتی عمل عبادت).

از سخنان علی بن ابیطالب است که می‌گوید:
خرد خویش را زنده ساخته و نفس خویش را می‌رانده است، تا در وجودش درشت‌ها نازک، و غلیظ‌ها لطیف گشته و نوری درخشان در قلبش مانند برق جهیده است. آن نور، راهش را آشکار و او را سالک راه ساخته و درها یکی پس از دیگری او را به پیش رانده است تا آخرین در که آنجا سلامت است و آخرین منزل که بارانداز اقامت است. آنجا قرارگاه امن و راحت است. پاهایش همراه با آرامش بدنش استوار است. همه این‌ها به موجب این است که قلب خود را به کار گرفته و پروردگار خویش را راضی ساخته است.

## ماهیت عرفان
عرفان به عنوان یک دستگاه علمی و فرهنگی دارای دو بخش است؛ بخش عملی و بخش نظری.
در ادامه، هر یک از این دو بخش را تعریف کرده و اصطلاحات مربوط به هر کدام را ذکر می‌کنیم:

### عرفان نظری
عرفان نظری یعنی جهان بینی عرفانی، یعنی آن نظری که عارف دربارهٔ جهان، خدا و انسان دارد و با آن به تفسیر هستی می‌پردازد.
عرفان نظری نوعی حکمت نظری است که از طریق کشف و شهود و اشراق بر اساس مبانی دین الهی به تفسیر هستی و بیان کیفیت ارتباط خدا و انسان و جهان می‌پردازد و سعی در شناخت حق از طریق مظاهر او یعنی اسماء و صفات و افعال و آثار به طریق علم حضوری و مکاشفه و شهود و اشراق دارد.
عرفان در این بخش مانند فلسفه الهی است که در مقام تفسیر و توضیح هستی است، و همچنان که فلسفه الهی برای خود موضوع، مبادی و مسائل معرفی می‌کند، عرفان نیز موضوع و مسائل و مبادی معرفی می‌نماید؛ ولی البته فلسفه در استدلالات خود تنها به مبادی و اصول عقلی تکیه می‌کند و عرفان مبادی و اصول به اصطلاح کشفی را مایه استدلال قرار می‌دهد و آنگاه آن‌ها را با زبان عقل توضیح می‌دهد.

#### شهاب‌الدّین سهروردی
مهم‌ترین و مؤثرترین تلفیق عرفان و فلسفهٔ اسلامی در قرن ششم ه‍.ق) مطابق با سدهٔ دوازدهم (م) به وسیلهٔ شهاب‌الدّین سهروردی بنیان‌گذار مکتب اشراق صورت گرفت. شهاب‌الدّین که از دوران شباب راه تصوّف را درپیش گرفته بود، پس از آموختن فلسفهٔ ابن سینا (مشّاء)، در پی خلق فلسفه ای نو با دیدگاهی تازه برآمد. اساس حکمت اشراق سهروردی بر کسب معرفت از طریق امتزاج آموزه‌های عقلی و نیز صاف و صیقلی کردن آیینه درون انسان قرار دارد.

#### ابن عربی
ابوبکر محمد بن علی بن محمد بن احمد بن عبدالله الطائی الحاتمی، ملقب به ابن عربی اولین کسی است که عرفان را به صورت یک مکتب منظم درآورد. از مهم‌ترین کارهای او می‌توان به طرح مسئله وحدت وجود نام برد. وحدت وجود اولین بار توسط محیی الدین عربی بیان گردید. (البته عرفای پیش از او نیز به این مسئله اعتقاد داشتند، ولی اولین نفری که رسماً آن را در قالب فلسفی تفصیل کرد و به شرح آن پرداخت، ابن عربی بود) وی از نژاد عرب است. او را «محیی الدین عربی طائی حاتمی اندلسی» لقب داده‌اند، نسلش به حاتم طایی می‌رسد. محل سکونتش در اندلس اسلامی (اسپانیای امروزی) قرار داشت. او بیش از دویست عنوان کتاب در زمینه عرفان تألیف کرده که از مهم‌ترین کتاب‌های او می‌توان به «فتوحات مکیه» (که در جوار بیت الله الحرام تألیف کرده و یک دائرةالمعارف کامل در زمینه عرفان به‌شمار می‌آید) و کتاب «فصوص الحکم» (کتابی کوچک ولی دقیق و عمیق راجع به عرفان) اشاره کرد. ابن عربی در سال ۶۳۸ در دمشق درگذشت و همان‌جا دفن شد.
به گفته جهانگیری نویسنده کتاب «این عربی عالم بزرگ اسلامی»، عرفان اسلامی پیش از وی بیشتر از نوع عرفان عملی و نوعی زهد و بی اعتنایی به زندگانی دنیاوی بود. اما عرفان ابن عربی، عرفان نظری و عرفان حب و به اصطلاح عشق است. او به راستی بنیان‌گذار عرفان نظری در اسلام است و اصل الاصول عرفانش عشق و وحدت وجود است؛ یعنی که مدار هستی بخش و حقیقت هستی، حق تعالی است و جز او حقیقتی و وجودی نیست «لیس فی الدار غیره دیار». البته رگه‌هایی از وحدت وجود در آثار عارفان پیش از وی همچون ابوسعید ابی الخیر و حلاج و دیگران دیده می‌شود ولی آن‌ها اکثراً وحدت شهودی بودند نه وحدت وجودی. عارف وحدت شهودی در نهایت مسیرش به جایی می‌رسد، که جز خدا چیزی نمی‌بیند. «رسد آدمی به جایی که به جز خدا نبیند» ولی نهایت نظر و سپهر عارف وحدت وجودی این است که جز خدا اصلاً وجودی و موجودی نیست. «لاموجود الاالله».
جهان بینی و اندیشهٔ وحدت وجود بر این مبنا استوار است، که تمامی هستی را تنها و تنها یک حقیقت واحد و ازلی، یعنی، وجود الهی تشکیل می‌دهد.

#### اصول اعتقادی در عرفان نظری
یک سری باورها و مسائل اساسی، مشخصات عمده عرفان نظری را تشکیل می‌دهد که شناخت آن کمک شایانی به درک رفتارها و چهارچوب فکری یک عارف می‌کند؛ و آن‌ها عبارتند از:

##### حرکت و عمل، اصل و اساس است
در بینش عرفانی، تنها بر علم تکیه نمی‌شود، بلکه عمل، اصل و اساس کار است و علم، خود نتیجه و محصول عمل (درست عکس روش فلاسفه). برای رسیدن به آگاهی عرفانی (همان علم) باید مراحل را پشت سر گذاشت و به سیر و سلوک پرداخت.

##### اعتقاد به حقیقت جهان
عُرفا، حقیقت اشیای پیرامون خود و این جهان مادی را در جهان خارج می‌دانند و معترف اند که آن حقیقت، ظاهر و مظاهری دارد که کثرت، در این مظاهر است؛ و باطنی دارد که حقیقت محض است و با وحدت کامل خود، از هرگونه کثرتی، منزه می‌باشد.
برداشت اشتباهی که در اینجا صورت گرفته، نسبت دادن عُرفا به ایده‌آلیست‌ها است، در حالی که آنچه در اظهارات عُرفا دربارهٔ وهم و خیال بودن جهان، مطرح است، همه در مقام مقایسه این مظاهر به آن حقیقت کلّی و باطن واحد است.

##### اعتقاد راسخ به وحدت
وحدت، تجربه و مفهوم کانونی تمام عرفان‌های موجود است و مهم‌ترین شاخصهٔ عُرفا، نگاه توحیدی آن‌ها نسبت به جهان و اجزای آن می‌باشد.

##### اعتقاد به ریاضت و مجاهده
مورد اتفاق مکتب‌های عرفانی است که رسیدن به کمالات معنوی، تنها در سایه تلاش و کوشش پیگیر و مشقت بار ممکن است. عارف برای رسیدن به هدف خود باید خود را به آب و آتش زند، بسوزد و دم نزند و در برابر امتحان و ابتلا، استواری و استقامت ورزد.

##### لازمه کشش و جذبه از طرف حق تعالی برای به ثمر رسیدن کوشش
| به رحمت سر زلف تو واثقم ور نه |  | کشش چو نبود از آن سو، چه سود کوشیدن |

صوفی معتقد است که مجاهده و ریاضت، هر چند لازم است ولی کافی نیست. بلکه جذبه و عنایت پروردگار است که کارساز و مشکل گشاست. در نظر عارف، حتی مانعی وجود ندارد که جذبه الهی و عنایت غیبی، کسانی را در همان ابتدای کار و بدون طی مراحل سیر و سلوک، به درجه معرفت و شهود برساند.

##### عشق
با آنکه عشق، از مسائل اساسی عرفان است ولی عُرفا در تعریف آن اظهار ناتوانی می‌کنند. ابن عربی در این زمینه می‌گوید: «هر کس که عشق را تعریف کند، آن را نشناخته و کسی که از جام آن جرعه‌ای نچشیده باشد، آن را نشناخته و کسی که گوید من از آن جام سیراب شدم، آن را نشناخته، که عشق، شرابی است که کسی را سیراب نکند.»

### عرفان عملی[۱۸]
عرفان عملی سیر و سلوک انسان الی الله و تعیین روابط و وظایف انسان با خودش و با جهان و خدا است.
سلوک عرفانی انقطاع ما سوی الله -تصفیه و تجرّد نفس- فناء فی الله (محو) و بقاء بالله (صحو) است.
سلوک تسخیر بدن و نفس تحت رایت ایمان است و رفتن است و آن سیر الی الله و سیر فی الله است.
این بخش از عرفان اعمال و وظایف انسان را در قبال خودش و دیگران، در قبال جهان و در برابر خدا بیان می‌کند؛ به همین دلیل این بخش از عرفان را «علم سیر و سلوک» نامیده‌اند.
روزی جنید نشسته بود و زن وی نزدیک وی بود. شبلی از درآمد. زن خواست که خویشتن بپوشاند جنید گفت: باش که او را از تو خبر نیست. جنید، سخن همی گفت، که شبلی فرا گریستن ایستاد. جنید فرا زن گفت: اکنون اندر ستر شو که شبلی به هوش آمد. به هوش آمدن سالک از حالت سکر را صحو گویند.

#### قوام سلوک
قوام و برجایی سلوک به چهار امر مشهور است:
1. کم خوردن: جوع و کم خوردن پیشه ساختن و به خوردن در حد نیاز اکتفا کردن که کم خوری خوراک سلوک است.
2. کم خفتن: بیداری و کم خوابیدن و افزون بر آن شب زنده داری موجب احیای دل است.
3. کم گفتن: سکوت و خاموشی گزیدن الا به ضرورت
4. کم شنفتن: عزلت و خلوت اختیار کردن و از همنشینی با عوام پرهیز داشتن

و اینهمه برای مداومت ذکر حق می‌باشد که خود قائمه خیمه سلوک است که:
| صمت و جوع و سهر و عزلت و ذکری به دوام |  | نا تمامان جهان را کند این پنج تمام |

#### اسفار اربعه
و آن سفرها:
1. از خلق به حق:
2. با حق در حق:
3. از حق به خلق با حق:
4. با حق در خلق:

#### آداب سلوک
و آن تواضع، مدارات و رفق کردن، ایثار، عفو، تازه رویی و خوش طبعی، ترک تکلف و مسامحت، انفاق، قناعت، ترک خصومت و غضب، تودد و توافق، شکر محسن و جاه و بزرگی است که بعضی آن را بر سبیل استشهاد اینگونه احصا کرده و محصور داشته‌اند.

#### مراحل و منازل و مقامات سلوک
این مباحث در مقاله تصوف آورده شده است.

### اصطلاحات رایج در تصوف و عرفان

#### وحدت وجود
یکی از اهم اصول و مبانی اعتقادی عُرفاست. از دید عُرفا، هر چیزی دو وجه دارد: وجهی به سوی خود و وجهی به سوی خدا، که به حسب اعتبار، وجه نخست، عدم است و وجه دوم، موجود. در نتیجه جز خدا و وجه او، موجودی نیست.

#### شریعت، طریقت، حقیقت
عُرفا، مردم را اعم از عوام، خواص و خواص الخواص، به سه رتبه تقسیم می‌کنند: ابتدا، وسط و نهایت. از همین رو، شرع نبوی و وضع الهی (دستورات و دین خدا) را نیز به سه وجه تقسیم می‌کنند: شریعت برای ابتدا، طریقت برای وسط و حقیقت برای نهایت.
توجّه کنید که این دسته‌بندی، تقسیم‌بندی نیست! یعنی رابطهٔ طولی یا به عبارت دیگر، ظاهر و باطن بر قرار است. به طوری که می‌توان گفت حقیقت، باطن طریقت و شریعت، ظاهر طریقت است.
طریقت به معنی راه و روش است. مرحلهٔ بعد از شریعت اسلام در ادیان به حساب می‌آید.

#### زبان رمز و اشاره
از آن جا که موضوعات عرفان و معرفت به اموری بیرون از حیطهٔ عقل، و محسوسات عادی و همه‌روزهٔ انسانی تعلق دارد، شخص عارف به زبان و واسطهٔ بیانی دیگری از نوع رمز و اشاره محتاج می‌گردد.

## نقد و نظر
بیشتر علمای شیعه عرفان اسلامی به‌شکل علمی-اصطلاحی را تأیید می‌کنند و بعضی از آن‌ها از بزرگان عرفان اسلامی‌اند و از سویی آنچه را که آن را متصوفه [یا صوفی‌گری منهای عرفان] می‌دانند غالباً مردود می‌دانند. آن‌ها متصوفه [یا صوفیان غیر عارف] را افرادی وفادار به طریقتی آمیخته به بدعت می‌دانند. در این میان اقلیتی از علما با عرفان به‌طور کلی میانه خوبی ندارند و در مواردی به تخطئه آن می‌پردازند. مخالفتشان با عرفان بیشتر در نقد عارفان صوفی (عارفان طریقت مآب) مانند مولوی، بایزید بسطامی، حلاج، ابن عربی و … می‌باشد. اما در مواردی نقد و مخالفت‌ها متوجه بعضی عالمان عارفی است که به عنوان صوفی شناخته نمی‌شوند و به اصطلاح به عرفان مکتب اهل بیت وفادار هستند و در این زمینه چالش و مناقشه بزرگی به‌خصوص در زمان معاصر که عصر اینچنین عارفانیست وجود دارد. اکنون نیز بعضی فقها و مراجع تقلید با مبانی عرفان حتی عرفان علمای شیعه با انتقاد یا مخالفت برخورد می‌کنند. برای نمونه این گروه عرفان صاحب فصوص و وحدت وجود و … را رد می‌کنند.
بسیاری از فقیهان عارف مانند روح‌الله خمینی و حسن‌زاده آملی به عرفان ابن عربی بها می‌دهند یا کسانی چون محمدتقی بهجت بدون دفاع مطلق این‌گونه شیوه‌ها یا شطحیات را قابل تاویل می‌دانند.
سید علی سیستانی در اظهارنظری عرفان صاحب فصوص (ابن عربی) را تأیید نمی‌کند. لطف‌الله صافی گلپایگانی، مکارم شیرازی، وحید خراسانی و … نقدهایی بر عرفان وارد کرده‌اند. البته این به معنای رد مطلق عرفان اسلامی بالخصوص مکتب متصل به اهل بیت نیست.

## فهرست عارفان غیرصوفی مسلمان
سلسلهٔ عارفان غیرصوفی-غالباً شیعه- (سلسلهٔ عارفان صوفی‌مسلک در مقاله تصوف آمده است):
- ابن عربی (متوفی ۶۳۸ق)،
- سید بن طاووس (متوفی ۶۶۴ق)،
- صدرالدین قونوی (متوفی ۶۷۳ق)،
- علامه حلی (متوفی ۷۲۶ق)، شاگرد سید بن طاووس
- سید حیدر آملی (متوفی ۷۸۷ یا ۷۹۴ق)،
- ابن فهد حلی (متوفی ۸۴۱ق)،
- جلال‌الدین دوانی (متوفی ۹۰۸ق)،
- شهید ثانی (متوفی ۹۶۶ق)،
- افضل‌الدین محمد ترکه اصفهانی (متوفی ۹۹۱ق)، شاگرد مقدس اردبیلی
- شیخ بهایی (متوفی ۱۰۳۰ق)، شاگرد پدرش
- ملا صدرا (متوفی ۱۰۴۵ق) شاگرد شیخ بهایی - میرفندرسکی
- میرفندرسکی (متوفی ۱۰۵۰ق)،
- محمدتقی مجلسی (متوفی ۱۰۷۰ق)، شاگرد بابا رکن‌الدین بیضاوی - شیخ بهایی - میرفندرسکی
- فیض کاشانی (متوفی ۱۰۹۰ق)، شاگرد ملاصدرا
- سید صدرالدین کاشف دزفولی (متوفی ۱۱۷۴ق)، شاگرد بیدآبادی
- آقامحمد بیدآبادی (متوفی ۱۱۹۸ق)، شاگرد قطب الدین نیریزی
- مهدی نراقی (متوفی ۱۲۰۹ق)،
- سید محمدمهدی بحرالعلوم (متوفی ۱۲۱۲ق)، شاگرد بیدآبادی
- ملا محراب گیلانی (متوفی ۱۲۱۷ق)، شاگرد بیدآبادی -
- محمدجعفر کبودرآهنگی (متوفی ۱۲۳۸ق)، شاگرد ملا محراب - قطب الدین نیریزی - بیدآبادی
- ملااحمد نراقی (متوفی ۱۲۴۵ق)، پدرش و بحرالعلوم
- سید علی شوشتری، (متوفی ۱۲۸۳ق) شاگرد جولا - کاشف دزفولی - بحرالعلوم
- ملا هادی سبزواری، (متوفی ۱۲۸۹ق)، شاگرد ملا علی نوری (فیلسوف؛ شاگرد بیدآبادی)
- محمدرضا قمشه‌ای (متوفی ۱۳۰۶ق)،
- ملا حسینقلی همدانی (متوفی ۱۳۱۱ق)، شاگرد شوشتری - سبزواری
- محمد بهاری (متوفی ۱۳۲۵ق)، شاگرد ملا حسین‌قلی همدانی
- جهانگیر خان قشقایی، (متوفی ۱۳۲۸ق برابر ۱۲۸۹ش)، شاگرد آقا محمدرضا قمشه‌ای
- محمد کاشانی، (متوفی ۱۳۳۳ق برابر ۱۲۹۴ش) شاگرد حکیم قمشه‌ای
- سید احمد کربلایی (متوفی ۱۳۳۲ق برابر ۱۲۹۳ش)، شاگرد حسینقلی
- آقا نجفی اصفهانی (متوفی ۱۳۳۲ق برابر ۱۲۹۳ش)، شاگرد سید علی شوشتری

معاصرین (۱۳۰۰ خورشیدی برابر با ۴۰–۱۳۳۹ق)
- میرزا جواد ملکی تبریزی (درگذشته ۱۳۰۴)، شاگرد ملا حسین‌قلی
- سید موسی زرآبادی (درگذشته ۱۳۱۴)، شاگرد سید شهاب الدین شیرازی - علی نوری حکمی
- حسنعلی نخودکی اصفهانی (درگذشته ۱۳۲۱)، شاگرد محمدصادق تخته فولادی و جهانگیر خان قشقایی
- محمدصادق تخته فولادی شاگرد بابا رستم بختیاری و جهانگیر خان قشقایی
- محمدحسین غروی اصفهانی، (درگذشته ۱۳۲۱)
- مرتضی طالقانی (درگذشته ۱۳۲۲)، شاگرد جهانگیر خان قشقایی
- آقا نجفی قوچانی (درگذشته ۱۳۲۳)،
- سید علی قاضی (درگذشته ۱۳۲۵)، شاگرد سید حسین قاضی (پدرش) - سید احمد کربلایی
- میرزا مهدی اصفهانی (درگذشته ۱۳۲۵)، شاگرد سید جمال‌الدین گلپایگانی - سید احمد کربلایی
- محمدعلی شاه‌آبادی (درگذشته ۱۳۲۸)، شاگرد قشقایی
- حاج ملا آقاجان (درگذشته ۱۳۳۵)،
- رحیم ارباب (درگذشته ۱۳۵۵)، شاگرد جهانگیرخان قشقایی (ارباب و اشنی و نجفی اصفهانی با هم دوست بودند)
- محمدحسین اشنی (درگذشته ۱۳۳۵)، شاگرد جهانگیرخان قشقایی - آقانجفی - محمد کاشی
- سید جمال‌الدین گلپایگانی (درگذشته ۱۳۳۶)، شاگرد سید احمد کربلایی - محمد بهاری
- محمدجواد انصاری همدانی (درگذشته ۱۳۳۹)،
- رجب‌علی خیاط (درگذشته ۱۳۴۰)،
- سید محمدحسن الهی طباطبایی (درگذشته ۱۳۴۷)، شاگرد سید علی قاضی و مرتضی طالقانی
- مهدی الهی قمشه‌ای (درگذشته ۱۳۵۲)،
- علی‌محمد بروجردی (درگذشته ۱۳۵۲)، از شاگردان سید علی قاضی
- مرشد چلویی (درگذشته ۱۳۵۷)
- ملاعلی معصومی همدانی (درگذشته ۱۳۵۷)، شاگرد علی گنبدی همدانی
- سید ابوالحسن حافظیان (درگذشته ۱۳۶۰)، شاگرد نخودکی و زرآبادی
- سید محمدحسین طباطبایی (درگذشته ۱۳۶۰)، شاگرد سیدعلی قاضی - طالقانی - کمپانی
- سید عبدالحسین دستغیب (درگذشته ۱۳۶۰)، شاگرد سید علی قاضی - انصاری همدانی
- بانو امین (درگذشته ۱۳۶۲)، شاگرد میرزا علی آقا شیرازی
- سید هاشم حداد (درگذشته ۱۳۶۳)، شاگرد سید علی قاضی[۲۲]
- ابوالحسن توحیدی‌امین (درگذشته ۱۳۶۶)، شاگرد محمدعلی شاه آبادی
- سید روح‌الله خاتمی (درگذشته ۱۳۶۷)، شاگرد میرزا علی آقای شیرازی - آقا رحیم ارباب
- میرزا جوادآقا تهرانی (درگذشته ۱۳۶۷)، شاگرد مرتضی طالقانی
- سید روح‌الله خمینی (درگذشته ۱۳۶۸)، شاگرد شاه آبادی - ملکی تبریزی
- حسنعلی نجابت (درگذشته ۱۳۶۸)، شاگرد سید علی قاضی و محمدجواد انصاری همدانی
- میرزا علی‌اکبر مرندی (درگذشته ۱۳۷۳)، شاگرد سید علی قاضی
- سید محمدحسین حسینی طهرانی (درگذشته ۱۳۷۴)، شاگرد سید هاشم حداد و سید محمدحسین طباطبایی و محمدجواد انصاری همدانی
- جعفر مجتهدی (درگذشته ۱۳۷۴)، شاگرد ملا آقا جان زنجانی
- سید رضا بهاءالدینی (درگذشته ۱۳۷۶)، شاگرد شاه آبادی
- میرزا علی‌اکبر معلم دامغانی (درگذشته ۱۳۷۶)، شاگرد علی اکبر الهیان و سید موسی زرآبادی - میرزا مهدی اصفهانی (دامغانی از دوستان معنوی سید روح‌الله خمینی بود)
- سید عبدالکریم کشمیری (درگذشته ۱۳۷۸)، شاگرد سید علی قاضی
- حسین شفیعی (درگذشته ۱۳۷۸)، شاگرد رحیم ارباب و شاه آبادی، میرزا علی آقا شیرازی
- محمداسماعیل دولابی (درگذشته ۱۳۸۱)، شاگرد شاه‌آبادی و محمد جواد انصاری همدانی
- علی پهلوانی تهرانی (درگذشته ۱۳۸۳)، شاگرد سید محمدحسین طباطبایی
- محمدتقی بهلول (درگذشته ۱۳۸۴)، شاگرد سلوکی علامه مهدی دشیری
- عبدالکریم حق‌شناس (درگذشته ۱۳۸۶)، شاگرد شاه‌آبادی - محمدحسین زاهد - روح‌الله خمینی
- حسنعلی مروارید (درگذشته ۱۳۸۳)، شاگرد میرزا مهدی اصفهانی - حسنعلی نخودکی اصفهانی
- محمدتقی بهجت (درگذشته ۱۳۸۸)، شاگرد قاضی، محمدحسین غروی اصفهانی و طالقانی
- محمدرضا الطافی نشاط (درگذشته ۱۳۹۰)، مورد التفات رجبعلی خیاط
- عزیزالله خوشوقت (درگذشته ۱۳۹۱)، شاگرد سید محمدحسین طباطبایی
- سید عبدالله جعفری تهرانی (درگذشته ۱۳۹۱)، شاگرد سید محمدحسین طباطبایی[۲۳]
- یحیی انصاری شیرازی (درگذشته ۱۳۹۳)، شاگرد علامه و سید روح‌الله
- رضا ولایی مشتهر به «ابوسعید آملی» (درگذشته ۱۳۹۳)، شاگرد علامه طهرانی و حسن‌زاده آملی
- سید حسین یعقوبی قائنی (درگذشته ۱۳۹۶)، شاگرد محمدجواد انصاری همدانی و سید جمال‌الدین گلپایگانی
- مرتضی تهرانی (درگذشته ۱۳۹۷)، شاگرد سید روح‌الله خمینی و علامه طباطبایی
- حسن حسن‌زاده آملی (درگذشته ۱۴۰۰)، شاگرد علامه و الهی قمشه‌ای
- محمد ناصری دولت‌آبادی (درگذشته ۱۴۰۱)، شاگرد سید روح‌الله خمینی و عباس قوچانی
- سید عبدالله فاطمی‌نیا (درگذشته ۱۴۰۱)، شاگرد طباطبایی، الهی طباطبایی، بهاءالدینی و بهجت
- عبدالقائم شوشتری (درگذشته ۱۴۰۲)، شاگرد طباطبایی، بهاءالدینی و بهجت

در قید حیات
- مهدی سمندری (زادهٔ ۱۳۰۷)، شاگرد شاگرد حسنزاده. خمینی. علامه. قمشه ای[۲۴]
- عبدالله جوادی آملی (زادهٔ ۱۳۱۲)، شاگرد روح‌الله خمینی - علامه - الهی قمشه‌ای
- محمود امجد (زادهٔ ۱۳۱۸)، شاگرد روح‌الله خمینی - بهجت - بهاءالدینی - طباطبائی
- حسین الهی قمشه‌ای (زادهٔ ۱۳۱۹)، شاگرد پدرش مهدی الهی قمشه‌ای
- محمدصالح کمیلی (زادهٔ ۱۳۲۰)، شاگرد سید هاشم حداد
- محسن قزوینی فیروز (زادهٔ حدود ۱۳۲۰) شاگرد سید احمد خوانساری[۲۵]
- سید محمدصادق حسینی طهرانی (زادهٔ ۱۳۳۲)، شاگرد علامه طهرانی. حداد. خوشوقت. حسنزاده. شبیری. علامه. بهادینی. بهجت. کشمیری[۲۶]
- حسین علیپور مرندی (زادهٔ ۱۳۳۴)، شاگرد پهلوانی و علی اکبر مرندی[۲۷]
- محمود امامی نجف‌آبادی (زادهٔ حدود ۱۳۳۵)، شاگرد حسنزاده آملی[۲۸]
- علی فروغی (زادهٔ ۱۳۴۲)، شاگرد پهلوانی، سید عبدالله جعفری و دولابی[۲۹]
- داوود صمدی آملی (زادهٔ ۱۳۴۲)، شاگرد حسنزاده آملی